# فرودگاه نیو کویاما
 فرودگاه نیو کویاما (به انگلیسی: New Cuyama Airport) یک فرودگاه همگانی است که یک باند فرود آسفالت دارد و طول باند آن ۱۲۰۱ متر است. این فرودگاه در شهر نیو کویاما، کالیفرنیا کشور ایالات متحده آمریکا قرار دارد و در ارتفاع ۶۷۱ متری از سطح دریا واقع شده است.